# 吕茨哈雷尔·海特勒伊达
吕茨哈雷尔·海特勒伊达（荷蘭語：Lutsharel Geertruida；2000年7月18日—），荷兰职业足球运动员，效力于德甲俱乐部RB萊比錫及荷蘭國家足球隊，主要司职右后卫，兼担任中后卫及防守型中场。

## 俱乐部生涯
海特勒伊达生于荷兰鹿特丹，家在飛燕諾主场飛燕諾球場附近。他在鹿特丹奥弗马斯（Overmaas Rotterdam）开启足球生涯，7岁时转会到斯巴达20（Spartaan '20）。两年后加盟鹿特丹斯巴達青年队，在青年队踢了三年球，之后被瓦克诺德体育中心的费耶诺德青训系统签下。
2017年10月25日，2017年至2018年荷蘭盃第二轮，费耶诺德对阵阿姆斯特丹迅猛，海特勒伊达在第77分钟替换傑里·聖胡斯特上场，职业生涯首次出赛。
2018–19赛季，海特勒伊达一直效力于费耶诺德一线队，但上场时间不多，只在荷甲替补出场过两次。其中在2018年12月23日费耶诺德对阵ADO海牙的比赛中，海特勒伊达第79分钟替换费耶诺德球星罗宾·范佩西登场，完成在荷甲的首次亮相。2018年8月9日，海特勒伊达在费耶诺德对阵AS特伦钦的欧足联欧洲联赛资格赛中上场，首次亮相欧战赛事，帮助球队4比0战胜对手。
2019–20赛季，海特勒伊达经常替补常规首发球员里克·卡斯多普上场，出场机会大幅增加。2019年9月26日，海特勒伊达迎来个人在荷甲的首次首发出场，助力球队3比0大胜阿爾克馬爾贊斯特雷克。
2020年9月27日，海特勒伊达在费耶诺德对阵ADO海牙的比赛中攻入全场第一球，实现职业生涯首次进球，帮助费耶诺德4比2战胜海牙。2021年8月，海特勒伊达与费耶诺德续签至2024年。2022年5月25日，2022年歐洲協會聯賽決賽，海特勒伊达代表费耶诺德出场，结果费耶诺德1比0输给意甲球队罗马。2022–23赛季，海特勒伊达随球队获得荷甲冠军。

## 国家队生涯
2021年3月21日，海特勒伊达获荷蘭21歲以下國家足球隊征召参加2021年欧洲U-21足球锦标赛，接替负伤退赛的尤里安·廷伯。同年举行的美洲金杯，海特勒伊达入选庫拉索國家足球隊初选名单。
2023年3月17日，海特勒伊达获荷蘭國家足球隊征召参加对阵法国及直布羅陀的2024年歐洲國家盃外圍賽。其中，海特勒伊达在客战法国的比赛中首发亮相，但球队0比4不敌法国。2023年6月，海特勒伊达入选荷兰参加2023年歐洲國家聯賽決賽周的名单，在对阵克羅地亞的半决赛中打满全场，在意大利的季军战中打满上半场。
2024年5月，海特勒伊达入选荷兰参加2024年歐洲足球錦標賽的最终名单。

## 个人生活
效力于费耶诺德的早年，海特勒伊达有严重口吃，很少在镜头前接受媒体采访。经与俱乐部协商决定，海特勒伊达不接受任何采访。

## 生涯统计

### 俱乐部
最後更新：2024年5月19日
| 俱乐部   | 赛季     | 联赛     | 联赛 | 联赛      | 杯赛 | 杯赛  | 欧战 | 欧战  | 其他 | 其他  | 总计 | 总计 |
| 俱乐部   | 赛季     | 组别     | 出场 | 进球!出场 | 进球 | !出场 | 进球 | !出场 | 进球 | !出场 | 进球 |      |
| -------- | -------- | -------- | ---- | --------- | ---- | ----- | ---- | ----- | ---- | ----- | ---- | ---- |
| 飛燕諾   | 2017–18  | 荷甲     | 0    | 0         | 1    | 0     | 0    | 0     | —    | —     | 1    | 0    |
| 飛燕諾   | 2018–19  | 荷甲     | 2    | 0         | 1    | 0     | 2    | 0     | —    | —     | 5    | 0    |
| 飛燕諾   | 2019–20  | 荷甲     | 17   | 0         | 3    | 0     | 6    | 0     | —    | —     | 26   | 0    |
| 飛燕諾   | 2020–21  | 荷甲     | 30   | 5         | 2    | 2     | 5    | 1     | 0    | 0     | 37   | 8    |
| 飛燕諾   | 2021–22  | 荷甲     | 28   | 3         | 1    | 0     | 12   | 1     | —    | —     | 41   | 4    |
| 飛燕諾   | 2022–23  | 荷甲     | 30   | 3         | 3    | 0     | 8    | 0     | —    | —     | 41   | 3    |
| 飛燕諾   | 2023–24  | 荷甲     | 34   | 8         | 5    | 1     | 7    | 0     | 1    | 0     | 47   | 9    |
| 生涯总计 | 生涯总计 | 生涯总计 | 141  | 19        | 16   | 3     | 34   | 2     | 1    | 0     | 198  | 23   |

1. 1 2 3 4  此为欧足联欧洲联赛的出场次数
2. ↑  赛季受2019冠狀病毒病荷蘭疫情影响而腰斩
3. ↑  此为欧足联欧洲协会联赛的出场次数
4. ↑  其中参加六场欧冠比赛、一场欧洲联赛
5. ↑  此为告魯夫盾的出场次数

### 国家队
最後更新：2024年6月10日
| 国家队 | 年份 | 出场 | 进球 |
| ------ | ---- | ---- | ---- |
| 荷蘭   | 2023 | 6    | 0    |
| 荷蘭   | 2024 | 3    | 0    |
| 总计   | 总计 | 9    | 0    |

## 荣誉记录
费耶诺德
- 荷兰足球甲级联赛冠军：2022–23[29]
- 荷蘭盃冠军：2017–18（英语：2017–18 Feyenoord season）、2023–24[30][31]
- 告魯夫盾冠军：2018（英语：2018 Johan Cruyff Shield）[32]
- 欧足联欧洲协会联赛亚军：2021–22[33]

个人
- 荷甲月度最佳人才：2020年9月[34]、2021年1月[35]
- 荷甲月度最佳阵容：2020年9月、2021年1月、2023年2月、2023年3月[36]、2023年5月[37]、2023年8月[38]、2023年10月[39]、2023年12月[40]、2024年1月[41]、2024年2月[42]
- 欧足联欧洲协会联赛赛季最佳阵容：2021–22[43]